# Kendric Maple
Kendric Dwayne Maple (ur. 19 sierpnia 1991) – amerykański zapaśnik walczący w stylu wolnym. Pierwszy w Pucharze Świata w 2018 roku.
Zawodnik Wichita Heights High School z Wichita i University of Oklahoma. Trzy razy All-American (2012 – 2014) w NCAA Division I; pierwszy w 2013; czwarty w 2012 i siódmy w 2014 roku.